# Si No Estás

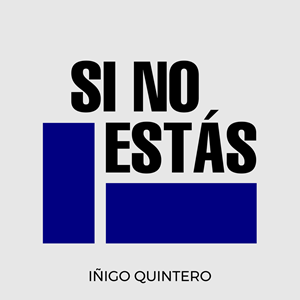
Logo du single

Si No Estás est une chanson du chanteur espagnol Íñigo Quintero sortie en 2022. Elle rencontre le succès en 2023, notamment grâce au réseau social TikTok sur lequel elle est devenue virale.

## Classements
| Classement (2023)                  | Meilleure position |
| ---------------------------------- | ------------------ |
| Autriche (Ö3 Austria Top 40)       | 1                  |
| Espagne (PROMUSICAE)               | 1                  |
| Finlande (Suomen virallinen lista) | 36                 |
| France (SNEP)                      | 1                  |
| Italie (FIMI)                      | 2                  |
| Norvège (VG-lista)                 | 1                  |
| Suède (Sverigetopplistan)          | 1                  |
| Suisse (Schweizer Hitparade)       | 1                  |